# Henri Kass
Henri Kass (* 13. Oktober 1919 in Schouweiler; † 7. September 1982 in Diano Marina, Italien) war ein luxemburgischer Radrennfahrer.

## Sportliche Laufbahn
Kass war im Straßenradsport aktiv. Sein bedeutendster sportlicher Erfolg als Amateur war der Gewinn der Silbermedaille bei den Straßenradsport-Weltmeisterschaften 1949 hinter Henk Faanhof aus den Niederlanden.
1943 gewann er das Eintagesrennen Rund um Luxemburg in der Amateurklasse. 1949 siegte er im Etappenrennen Grand Prix Général Patton vor Robert Bintz und holte einen Etappensieg im Flèche du Sud, in dem er Zweiter der Gesamtwertung wurde. 1950 kam er im Circuit Loire–Océan auf den zweiten Rang und wurde Dritter der nationalen Meisterschaft der Unabhängigen im Straßenrennen. 1951 wurde er Berufsfahrer im Radsportteam Terrot-Hutchinson und blieb bis 1952 als Radprofi aktiv.